# 泰岑湖
52°59′23″N 12°49′21″E / 52.989790°N 12.822414°E

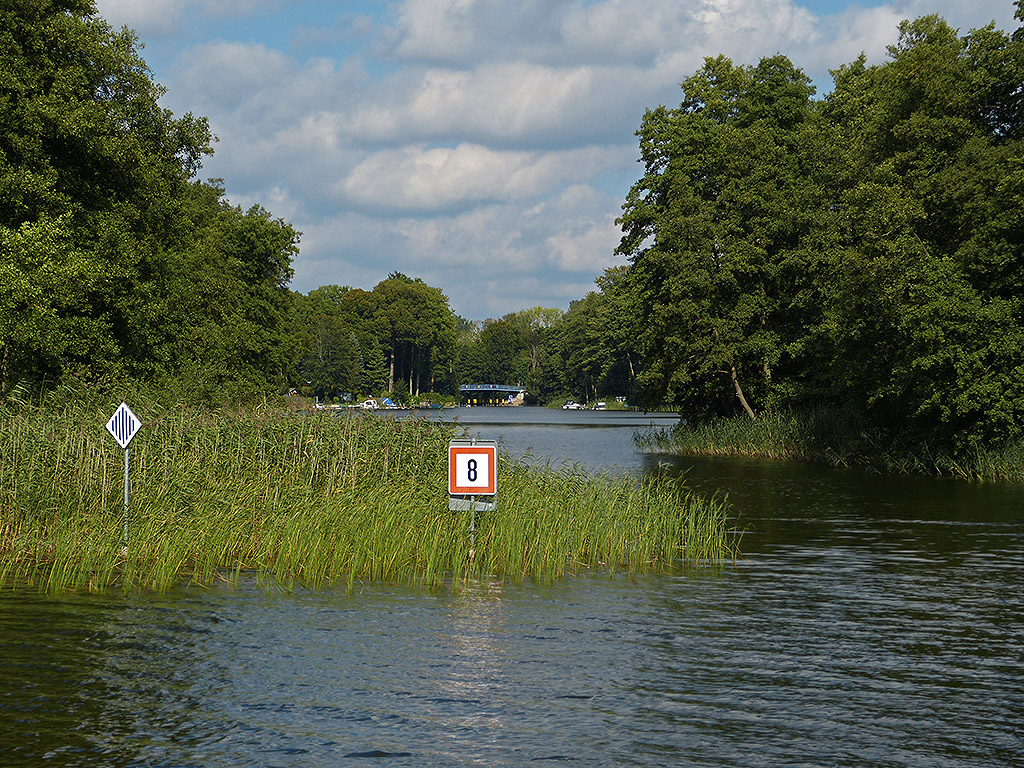

泰岑湖（德語：Tetzensee），是德國的湖泊，位於該國西南部，由勃蘭登堡州負責管轄，處於東普里格尼茨-魯平縣，長1.5公里、寬0.4公里，面積0.5平方公里，海拔高度38米，平均水深2米，最大水深5米。